# Jialing
De Jialing is een belangrijke linkerzijrivier van de Yangtze, gelegen in het Rode Bekken in de provincie Sichuan van de Volksrepubliek China. Aan de monding van de Jialing in de Yangtze ontstond Chongqing, een stad die intussen uitgroeide tot een van de vijf Chinese nationale centrale steden, met meer dan 30 miljoen inwoners in de stadsprovincie.
De Jialing behoort tot het stroomgebied van de Yangtze of Blauwe Rivier. Deze is de langste rivier van China en Azië en de op twee na langste stroom van de wereld. De Jialing zelf is ook een rivier met een lengte van 1.119 km, waarvan de bron gelegen is in het Qinling Shangebergte ten zuiden van Baoji in Shaanxi. Een andere bron van een zijrivier ligt helemaal in de Autonome Tibetaanse & Qiang Prefectuur Ngawa, van waar 1.345 km naar de monding gevolgd moet worden.

## Steden langs de loop van de Jialing
- Lüeyang
- Guangyuan
- Cangxi
- Langzhong
- Peng’an
- Nanchong
- Wusheng
- Hechuan
- Chongqing